# Infiltrator (jeu vidéo)
Pour les articles homonymes, voir Infiltrator.
 (octobre 2015).
Si vous disposez d'ouvrages ou d'articles de référence ou si vous connaissez des sites web de qualité traitant du thème abordé ici, merci de compléter l'article en donnant les références utiles à sa vérifiabilité et en les liant à la section « Notes et références ».
Infiltrator est un jeu vidéo édité par U.S. Gold/Mindscape. Il a été développé pour Atari 8-bit family, Apple II, DOS, Commodore 64, et ZX Spectrum par Chris Gray Enterprises.
Le joueur contrôle un héros touche-à-tout de génie appelé Johnny "Jimbo Baby" McGibbits. L'objectif est de piloter un hélicoptère semblable à un Airwolf appelé Gizmo DHX-3, atterrir sur les bases ennemies, et infiltrer un complexe pour arrêter Mad Leader.